# J&S/さすらいの逃亡者
『J&S/さすらいの逃亡者』（原題：La banda J. & S. - Cronaca criminale del Far West）は、1972年制作のマカロニ・ウェスタン。セルジオ・コルブッチ監督。
日本でのテレビ放送時のタイトルは『さすらいの逃亡者・火を吹く皆殺しのマシンガン』。

## あらすじ
西部に悪名を轟かす無頼のお尋ね者ジェド・トリガートはある日、立ち寄った町でかつてジェドのため刑務所長の職を追われ、復讐の念を燃やし彼を追う保安官フランシスカスの待ち伏せを受けるが、窮地に陥ったところを1人の女に助けられる。その女は墓掘り人の姪のじゃじゃ馬娘サニーで、ジェドに強い憧れを抱いていた。
サニーはジェドから「犬のようについて来い!」と言われ、そのまま彼について行く。サニーは時にジェドから暴力的な扱いを受けながらも、ジェドからは絶対に離れなかった。やがて2人の間には愛情が芽生え、ある日、ついに2人は夫婦となり、西部を荒らし回っていく。

## キャスト
| 役名                 | 俳優                       | 日本語吹替                                              |
| 役名                 | 俳優                       | 東京12ch版                                              |
| -------------------- | -------------------------- | ------------------------------------------------------- |
| ジェド・トリガード   | トーマス・ミリアン         | 田中信夫                                                |
| フランシスカス保安官 | テリー・サバラス           | 森山周一郎                                              |
| サニー               | スーザン・ジョージ         | 山本嘉子                                                |
| アバラシト           | フランコ・ジャコビニ       | 峰恵研                                                  |
| メリル               | ハーバート・フックス       | 田中康郎                                                |
| リンダ・モレノ       | ロザンナ・ヤンニ           | 大橋芳枝                                                |
| マルゲリータ         | ラウラ・ベッティ           | 沢田敏子                                                |
| ガルシア             | エデュアルド・ファジャルド | 村松康雄                                                |
| 不明 その他          |                            | 国坂伸 塚田正昭 秋元千賀子 鈴木れい子 笹岡繁蔵 広瀬正志 |
|                      |                            |                                                         |
| 演出                 | 演出                       | 高桑慎一郎                                              |
| 翻訳                 | 翻訳                       | 大野隆一                                                |
| 効果                 | 効果                       | 南部光庸/大橋勝次                                       |
| 調整                 | 調整                       | 遠矢征男                                                |
| 制作                 | 制作                       | ザック・プロモーション                                  |
| 解説                 |                            |                                                         |
| 初回放送             | 初回放送                   | 1978年11月9日 『木曜洋画劇場』                          |